# Tectitethya
Tectitethya is een geslacht van sponzen uit de klasse van de gewone sponzen (Demospongiae). 

## Soorten
- Tectitethya crypta (de Laubenfels, 1949)
- Tectitethya keyensis Sarà & Bavestrello, 1996
- Tectitethya macrostella Sarà & Bavestrello, 1996
- Tectitethya raphyroides Sarà & Bavestrello, 1996
- Tectitethya topsenti (Thiele, 1900)